# WTA Тур 2003
WTA Тур 2003 (англ. 2003 Women's Tennis Association Tour) — элитный тур теннисистов-профессионалов, организованный Женской теннисной ассоциацией (WTA). В 2003 году календарь проводился 31-й раз и включал:
- 4 турнира Большого шлема (проводится Международной федерацией тенниса);
- Финал мирового тура в Лос-Анджелесе, США;
- 9 турниров 1-й категории;
- 17 турниров 2-й категории;
- 15 турниров 3-й категории;
- 6 турниров 4-й категории;
- 6 турниров 5-й категории;
- Кубок Федерации.

## Расписание WTA Тура 2003 года
Ниже представлено полное расписание соревнований WTA Тура 2003 года, со списком победителей и финалистов для одиночных и парных соревнований.
| Турнир Большого шлема |
| Турниры WTA           |

### Январь
| Неделя     | Турнир | Чемпионки (Счёт финала)                         | Финалистки                           |
| ---------- | --- | ----------------------------------------------- | ------------------------------------ |
| 30 декабря | Uncle Tobys Hardcourts Голд-Кост, Австралия 3-я категория $170,000 — Хард — 30S/32Q/16D Турнир 2003                                                               | Натали Деши 6-3, 3-6, 6-3                       | Мари-Гаяне Микаэлян                  |
| 30 декабря | Uncle Tobys Hardcourts Голд-Кост, Австралия 3-я категория $170,000 — Хард — 30S/32Q/16D Турнир 2003                                                               | Светлана Кузнецова Мартина Навратилова 6-4, 6-4 | Натали Деши Эмили Луа                |
| 30 декабря | ASB Classic Окленд, Новая Зеландия 4-я категория $140,000 — Хард — 32S/32Q/16D Турнир 2003                                                                        | Элени Данилиду 6-4, 4-6, 7-6(2)                 | Чо Юн Джон                           |
| 30 декабря | ASB Classic Окленд, Новая Зеландия 4-я категория $140,000 — Хард — 32S/32Q/16D Турнир 2003                                                                        | Абигейл Спирс Терин Эшли 6-2, 2-6, 6-0          | Кара Блэк Елена Лиховцева            |
| 6 января   | Adidas International Сидней, Австралия 2-я категория $585,000 — Хард — 28S/32Q/16D Турнир 2003                                                                    | Ким Клейстерс 6-4, 6-3                          | Линдсей Дэвенпорт                    |
| 6 января   | Adidas International Сидней, Австралия 2-я категория $585,000 — Хард — 28S/32Q/16D Турнир 2003                                                                    | Ким Клейстерс Ай Сугияма 6-3, 6-3               | Кончита Мартинес Рене Стаббс         |
| 6 января   | Canberra Women’s Classic Канберра, Австралия 5-я категория $110,000 — Хард — 32S/32Q/16D Турнир 2003                                                              | Меганн Шонесси 6-1, 6-1                         | Франческа Скьявоне                   |
| 6 января   | Canberra Women’s Classic Канберра, Австралия 5-я категория $110,000 — Хард — 32S/32Q/16D Турнир 2003                                                              | Татьяна Гарбин Эмили Луа 6-3, 3-6, 6-4          | Дая Беданова Динара Сафина           |
| 6 января   | ANZ Tasmanian International Хобарт, Австралия 5-я категория $110,000 — Хард — 32S/32Q/16D Турнир 2003                                                             | Алисия Молик 6-2, 4-6, 6-4                      | Эми Фразьер                          |
| 6 января   | ANZ Tasmanian International Хобарт, Австралия 5-я категория $110,000 — Хард — 32S/32Q/16D Турнир 2003                                                             | Кара Блэк Елена Лиховцева 7-5, 7-6(1)           | Патриция Вартуш Барбара Шетт         |
| 13 января  | Открытый чемпионат Австралии Мельбурн, Австралия Турнир Большого шлема $4,054,063 — Хард — 128S/96Q/64D/32X Одиночный турнир — Парный турнир Турнир смешанных пар | Серена Уильямс 7-6(4), 3-6, 6-4                 | Винус Уильямс                        |
| 13 января  | Открытый чемпионат Австралии Мельбурн, Австралия Турнир Большого шлема $4,054,063 — Хард — 128S/96Q/64D/32X Одиночный турнир — Парный турнир Турнир смешанных пар | Винус Уильямс Серена Уильямс 4-6, 6-4, 6-3      | Вирхиния Руано Паскуаль Паола Суарес |
| 13 января  | Открытый чемпионат Австралии Мельбурн, Австралия Турнир Большого шлема $4,054,063 — Хард — 128S/96Q/64D/32X Одиночный турнир — Парный турнир Турнир смешанных пар | Леандер Паес Мартина Навратилова 6-4, 7-5       | Тодд Вудбридж Элени Данилиду         |
| 27 января  | Toray Pan Pacific Open Токио, Япония 1-я категория $1,300,000 — Ковёр (зал) — 28S/32Q/16D Одиночный турнир — Парный турнир                                        | Линдсей Дэвенпорт 6-7(6), 6-1, 6-2              | Моника Селеш                         |
| 27 января  | Toray Pan Pacific Open Токио, Япония 1-я категория $1,300,000 — Ковёр (зал) — 28S/32Q/16D Одиночный турнир — Парный турнир                                        | Елена Бовина Ренне Стаббс 6-3, 6-4              | Линдсей Дэвенпорт Лиза Реймонд       |

### Февраль
| Неделя     | Турнир | Чемпионки (Счёт финала)                            | Финалистки                        |
| ---------- | --- | -------------------------------------------------- | --------------------------------- |
| 3 февраля  | Open Gaz de France Париж, Франция 2-я категория $585,000 — Хард (зал) — 28S/32Q/16D Турнир 2003           | Серена Уильямс 6-3, 6-2                            | Амели Моресмо                     |
| 3 февраля  | Open Gaz de France Париж, Франция 2-я категория $585,000 — Хард (зал) — 28S/32Q/16D Турнир 2003           | Барбара Шетт Патти Шнидер 2-6, 6-2, 7-6(5)         | Марион Бартоли Стефани Коэн-Алоро |
| 3 февраля  | Открытый чемпионат Хайдарабада Хайдарабад, Индия 4-я категория $140,000 — Хард — 32S/32Q/16D Турнир 2003  | Тамарин Танасугарн 6-4, 6-4                        | Ирода Туляганова                  |
| 3 февраля  | Открытый чемпионат Хайдарабада Хайдарабад, Индия 4-я категория $140,000 — Хард — 32S/32Q/16D Турнир 2003  | Елена Лиховцева Ирода Туляганова 6-4, 6-4          | Евгения Куликовская Татьяна Пучек |
| 10 февраля | Diamond Games Антверпен, Бельгия 2-я категория $585,000 — Хард (зал) — 28S/32Q/16D Турнир 2003            | Винус Уильямс 6-2, 6-4                             | Ким Клейстерс                     |
| 10 февраля | Diamond Games Антверпен, Бельгия 2-я категория $585,000 — Хард (зал) — 28S/32Q/16D Турнир 2003            | Ким Клейстерс Ай Сугияма 6-2, 6-0                  | Натали Деши Эмили Луа             |
| 10 февраля | Открытый чемпионат Катара Доха, Катар 3-я категория $170,000 — Хард — 30S/32Q/16D Турнир 2003             | Анастасия Мыскина 6-3, 6-1                         | Елена Лиховцева                   |
| 10 февраля | Открытый чемпионат Катара Доха, Катар 3-я категория $170,000 — Хард — 30S/32Q/16D Турнир 2003             | Джанет Ли Винна Пракуся 6-1, 6-3                   | Мария Венто Кабчи Анжелик Виджайя |
| 17 февраля | Теннисный чемпионат Дубая Дубай, ОАЭ 2-я категория $585,000 — Хард — 28S/32Q/16D Турнир 2003              | Жюстин Энен-Арденн 4-6, 7-6(4), 7-5                | Моника Селеш                      |
| 17 февраля | Теннисный чемпионат Дубая Дубай, ОАЭ 2-я категория $585,000 — Хард — 28S/32Q/16D Турнир 2003              | Светлана Кузнецова Мартина Навратилова 6-3, 7-6(7) | Кара Блэк Елена Лиховцева         |
| 17 февраля | Copa Colsanitas Богота, Колумбия 3-я категория $170,000 — Грунт — 30S/32Q/16D Турнир 2003                 | Фабиола Сулуага 6-3, 6-2                           | Анабель Медина Гарригес           |
| 17 февраля | Copa Colsanitas Богота, Колумбия 3-я категория $170,000 — Грунт — 30S/32Q/16D Турнир 2003                 | Катарина Среботник Оса Свенссон 6-2, 6-1           | Тина Крижан Татьяна Перебийнис    |
| 17 февраля | Cellular South Cup Мемфис, США 3-я категория $190,000 — Хард (зал) — 30S/32Q/16D Турнир 2003              | Лиза Реймонд 6-3, 6-2                              | Аманда Кётцер                     |
| 17 февраля | Cellular South Cup Мемфис, США 3-я категория $190,000 — Хард (зал) — 30S/32Q/16D Турнир 2003              | Акико Моригами Саори Обата 6-1, 6-1                | Алина Жидкова Брианн Стюарт       |
| 24 февраля | State Farm Women's Tennis Classic Скоттсдейл, США 2-я категория $585,000 — Хард — 28S/30Q/16D Турнир 2003 | Ай Сугияма 3-6, 7-5, 6-4                           | Ким Клейстерс                     |
| 24 февраля | State Farm Women's Tennis Classic Скоттсдейл, США 2-я категория $585,000 — Хард — 28S/30Q/16D Турнир 2003 | Ким Клейстерс Ай Сугияма 6-1, 6-4                  | Линдсей Дэвенпорт Лиза Реймонд    |
| 24 февраля | Открытый чемпионат Мексики Акапулько, Мексика 3-я категория $170,000 — Грунт — 30S/30Q/16D Турнир 2003    | Аманда Кётцер 7-5, 6-3                             | Мариана Диас Олива                |
| 24 февраля | Открытый чемпионат Мексики Акапулько, Мексика 3-я категория $170,000 — Грунт — 30S/30Q/16D Турнир 2003    | Эмили Луа Оса Свенссон 6-3, 6-1                    | Патриция Вартуш Петра Мандула     |

### Март
| Неделя   | Турнир | Чемпионки (Счёт финала)                      | Финалистки                       |
| -------- | --- | -------------------------------------------- | -------------------------------- |
| 3 марта  | Pacific Life Open Индиан-Уэллс, США 1-я категория $2,100,000 — Хард — 96S/48Q/32D Одиночный турнир — Парный турнир | Ким Клейстерс 6-4, 7-5                       | Линдсей Дэвенпорт                |
| 3 марта  | Pacific Life Open Индиан-Уэллс, США 1-я категория $2,100,000 — Хард — 96S/48Q/32D Одиночный турнир — Парный турнир | Линдсей Дэвенпорт Лиза Реймонд 3-6, 6-4, 6-1 | Ким Клейстерс Ай Сугияма         |
| 17 марта | NASDAQ-100 Open Майами, США 1-я категория $2,960,000 — Хард — 96S/48Q/32D Одиночный турнир — Парный турнир         | Серена Уильямс 4-6, 6-4, 6-1                 | Дженнифер Каприати               |
| 17 марта | NASDAQ-100 Open Майами, США 1-я категория $2,960,000 — Хард — 96S/48Q/32D Одиночный турнир — Парный турнир         | Лизель Хубер Магдалена Малеева 6-4, 3-6, 7-5 | Синобу Асагоэ Нана Мияги         |
| 31 марта | Sarasota Clay Court Classic Сарасота, США 4-я категория $140,000 — Грунт — 32S/32Q/16D Турнир 2003                 | Анастасия Мыскина 6-4, 6-1                   | Алисия Молик                     |
| 31 марта | Sarasota Clay Court Classic Сарасота, США 4-я категория $140,000 — Грунт — 32S/32Q/16D Турнир 2003                 | Лизель Хубер Мартина Навратилова 7-6(8), 6-3 | Синобу Асагоэ Нана Мияги         |
| 31 марта | Гран-при Лаллы Мерьем Касабланка, Марокко 5-я категория $110,000 — Грунт — 32S/32Q/16D Турнир 2003                 | Рита Гранде 6-2, 4-6, 6-1                    | Антонелла Серра-Дзанетти         |
| 31 марта | Гран-при Лаллы Мерьем Касабланка, Марокко 5-я категория $110,000 — Грунт — 32S/32Q/16D Турнир 2003                 | Хисела Дулко Мария Эмилия Салерни 6-3, 6-4   | Генриета Надьова Елена Татаркова |

### Апрель
| Неделя    | Турнир | Чемпионки (Счёт финала)                                                                                | Финалистки                                                                      |
| --------- | --- | --- | ------------------------------------------------------------------------------- |
| 7 апреля  | Family Circle Cup Чарлстон, США 1-я категория $1,300,000 — Грунт — 56S/32Q/28D Одиночный турнир — Парный турнир | Жюстин Энен-Арден 6-3, 6-4                                                                             | Серена Уильямс                                                                  |
| 7 апреля  | Family Circle Cup Чарлстон, США 1-я категория $1,300,000 — Грунт — 56S/32Q/28D Одиночный турнир — Парный турнир | Вирхиния Руано Паскуаль Паола Суарес 6-0, 6-3                                                          | Жанетта Гусарова Кончита Мартинес                                               |
| 7 апреля  | Открытый чемпионат Эшторила Оэйраш, Португалия 4-я категория $140,000 — Грунт — 32S/32Q/16D Турнир 2003 | Маги Серна 6-4, 6-1                                                                                    | Юлия Шруфф                                                                      |
| 7 апреля  | Открытый чемпионат Эшторила Оэйраш, Португалия 4-я категория $140,000 — Грунт — 32S/32Q/16D Турнир 2003 | Патриция Вартуш Петра Мандула 6-7(3), 7-6(3), 6-2                                                      | Марет Ани Эммануэль Гальярди                                                    |
| 14 апреля | Bausch & Lomb Championships Амелия-Айленд, США 2-я категория $585,000 — Грунт — 56S/16Q/16D Турнир 2003 | Елена Дементьева 4-6, 7-5, 6-3                                                                         | Линдсей Дэвенпорт                                                               |
| 14 апреля | Bausch & Lomb Championships Амелия-Айленд, США 2-я категория $585,000 — Грунт — 56S/16Q/16D Турнир 2003 | Линдсей Дэвенпорт Лиза Реймонд 7-5, 6-2                                                                | Вирхиния Руано Паскуаль Паола Суарес                                            |
| 14 апреля | Гран-при Будапешта Будапешт, Венгрия 5-я категория $110,000 — Грунт — 32S/32Q/16D Турнир 2003 | Маги Серна 3-6, 7-5, 6-4                                                                               | Алисия Молик                                                                    |
| 14 апреля | Гран-при Будапешта Будапешт, Венгрия 5-я категория $110,000 — Грунт — 32S/32Q/16D Турнир 2003 | Петра Мандула Елена Татаркова 6-3, 6-1                                                                 | Кончита Мартинес Гранадос Татьяна Перебийнис                                    |
| 21 апреля | Кубок Федерации 2003. 1-й раунд Эттенхайм, Германия, Грунт Бре, Бельгия, Грунт (зал) Линчёпинг, Швеция, Хард (зал) Лоуэлл, США, Хард (зал) Москва, Россия, Ковёр (зал) Буэнос-Айрес, Аргентина, Грунт Андрезье-Бутеон, Франция, Грунт Таррагона, Испания, Грунт | Победители Словакия 3-2 Бельгия 5-0 Италия 3-2 США 5-0 Россия 4-1 Словения 3-2 Франция 5-0 Испания 3-2 | Проигравшие Германия Австрия Швеция Чехия Хорватия Аргентина Колумбия Австралия |
| 28 апреля | J&S Cup Варшава, Польша 2-я категория $700,000 — Грунт — 28S/31Q/16D Турнир 2003 | Амели Моресмо 6-7(6), 6-0, 3-0 — отказ                                                                 | Винус Уильямс                                                                   |
| 28 апреля | J&S Cup Варшава, Польша 2-я категория $700,000 — Грунт — 28S/31Q/16D Турнир 2003 | Лизель Хубер Магдалена Малеева 3-6, 6-4, 6-2                                                           | Элени Данилиду Франческа Скьявоне                                               |
| 28 апреля | Открытый чемпионат Хорватии Бол, Хорватия 3-я категория $170,000 — Грунт — 30S/32Q/16D Турнир 2003 | Вера Звонарёва 6-1, 6-3                                                                                | Кончита Мартинес Гранадос                                                       |
| 28 апреля | Открытый чемпионат Хорватии Бол, Хорватия 3-я категория $170,000 — Грунт — 30S/32Q/16D Турнир 2003 | Патриция Вартуш Петра Мандула 6-3, 6-2                                                                 | Эммануэль Гальярди Патти Шнидер                                                 |

### Май
| Неделя | Турнир | Чемпионки (Счёт финала)                              | Финалистки                           |
| ------ | --- | ---------------------------------------------------- | ------------------------------------ |
| 5 мая  | Открытый чемпионат Германии Берлин, Германия 1-я категория $1,224,000 — Грунт — 56S/48Q/28D Одиночный турнир — Парный турнир                                | Жюстин Энен-Арден 6-4, 4-6, 7-5                      | Ким Клейстерс                        |
| 5 мая  | Открытый чемпионат Германии Берлин, Германия 1-я категория $1,224,000 — Грунт — 56S/48Q/28D Одиночный турнир — Парный турнир                                | Вирхиния Руано Паскуаль Паола Суарес 6-3, 4-6, 6-4   | Ким Клейстерс Ай Сугияма             |
| 12 мая | Открытый чемпионат Италии Рим, Италия 1-я категория $1,300,000 — Грунт — 56S/48Q/28D Одиночный турнир — Парный турнир                                       | Ким Клейстерс 3-6, 7-6(3), 6-0                       | Амели Моресмо                        |
| 12 мая | Открытый чемпионат Италии Рим, Италия 1-я категория $1,300,000 — Грунт — 56S/48Q/28D Одиночный турнир — Парный турнир                                       | Светлана Кузнецова Мартина Навратилова 6-4, 5-7, 6-2 | Елена Докич Надежда Петрова          |
| 19 мая | Открытый чемпионат Испании Мадрид, Испания 3-я категория $170,000 — Грунт — 30S/32Q/16D Турнир 2003                                                         | Чанда Рубин 6-4, 5-7, 6-4                            | Мария Санчес Лоренсо                 |
| 19 мая | Открытый чемпионат Испании Мадрид, Испания 3-я категория $170,000 — Грунт — 30S/32Q/16D Турнир 2003                                                         | Джилл Крейбас Лизель Хубер 6-4, 7-6(6)               | Анжелик Виджайя Рита Гранде          |
| 19 мая | Международный теннисный турнир в Страсбурге Страсбург, Франция 3-я категория $170,000 — Грунт — 30S/32Q/16D Турнир 2003                                     | Сильвия Фарина-Элиа 6-3, 4-6, 6-4                    | Каролина Шпрем                       |
| 19 мая | Международный теннисный турнир в Страсбурге Страсбург, Франция 3-я категория $170,000 — Грунт — 30S/32Q/16D Турнир 2003                                     | Соня Джейясилан Мая Матевжич 6-4, 6-4                | Лора Гренвилл Елена Костанич         |
| 26 мая | Открытый чемпионат Франции Париж, Франция Турнир Большого шлема $5,363,011 — Грунт — 128S/96Q/64D/32X Одиночный турнир — Парный турнир Турнир смешанных пар | Жюстин Энен-Арденн 6-0, 6-4                          | Ким Клейстерс                        |
| 26 мая | Открытый чемпионат Франции Париж, Франция Турнир Большого шлема $5,363,011 — Грунт — 128S/96Q/64D/32X Одиночный турнир — Парный турнир Турнир смешанных пар | Ким Клейстерс Ай Сугияма 6-7(5), 6-2, 9-7            | Вирхиния Руано Паскуаль Паола Суарес |
| 26 мая | Открытый чемпионат Франции Париж, Франция Турнир Большого шлема $5,363,011 — Грунт — 128S/96Q/64D/32X Одиночный турнир — Парный турнир Турнир смешанных пар | Майк Брайан Лиза Реймонд 6-3, 6-4                    | Махеш Бхупати Елена Лиховцева        |

### Июнь
| Неделя  | Турнир | Чемпионки (Счёт финала)                          | Финалистки                           |
| ------- | --- | ------------------------------------------------ | ------------------------------------ |
| 9 июня  | DFS Classic Бирмингем, Великобритания 3-я категория $170,000 — Трава — 56S/32Q/16D Турнир 2003                                                                 | Магдалена Малеева 6-1, 6-4                       | Синобу Асагоэ                        |
| 9 июня  | DFS Classic Бирмингем, Великобритания 3-я категория $170,000 — Трава — 56S/32Q/16D Турнир 2003                                                                 | Элс Калленс Мейлен Ту 7-5, 6-4                   | Алисия Молик Мартина Навратилова     |
| 9 июня  | Открытый чемпионат Австрии Вена, Австрия 3-я категория $170,000 — Грунт — 30S/32Q/16D Турнир 2003                                                              | Паола Суарес 7-6(0), 2-6, 6-4                    | Каролина Шпрем                       |
| 9 июня  | Открытый чемпионат Австрии Вена, Австрия 3-я категория $170,000 — Грунт — 30S/32Q/16D Турнир 2003                                                              | Ли Тин Сунь Тяньтянь 6-3, 6-4                    | Чжэн Цзе Янь Цзы                     |
| 16 июня | Hastings Direct International Championships Истборн, Великобритания 2-я категория $585,000 — Трава — 28S/32Q/16D Турнир 2003                                   | Чанда Рубин 6-4, 3-6, 6-4                        | Кончита Мартинес                     |
| 16 июня | Hastings Direct International Championships Истборн, Великобритания 2-я категория $585,000 — Трава — 28S/32Q/16D Турнир 2003                                   | Линдсей Дэвенпорт Лиза Реймонд 6-3, 6-2          | Дженнифер Каприати Маги Серна        |
| 16 июня | Чемпионат Росмалена Хертогенбос, Нидерланды 3-я категория $170,000 — Трава — 30S/16D Турнир 2003                                                               | Ким Клейстерс 6-7(4), 3-0 — отказ                | Жюстин Энен-Арден                    |
| 16 июня | Чемпионат Росмалена Хертогенбос, Нидерланды 3-я категория $170,000 — Трава — 30S/16D Турнир 2003                                                               | Елена Дементьева Лина Красноруцкая 2-6, 6-3, 6-4 | Надежда Петрова Мари Пьерс           |
| 23 июня | Уимблдонский турнир Уимблдон, Великобритания Турнир Большого шлема $5,182,419 — Трава — 128S/96Q/64D/32X Одиночный турнир — Парный турнир Турнир смешанных пар | Серена Уильямс 4-6, 6-4, 6-2                     | Винус Уильямс                        |
| 23 июня | Уимблдонский турнир Уимблдон, Великобритания Турнир Большого шлема $5,182,419 — Трава — 128S/96Q/64D/32X Одиночный турнир — Парный турнир Турнир смешанных пар | Ким Клейстерс Ай Сугияма 6-4, 6-4                | Вирхиния Руано Паскуаль Паола Суарес |
| 23 июня | Уимблдонский турнир Уимблдон, Великобритания Турнир Большого шлема $5,182,419 — Трава — 128S/96Q/64D/32X Одиночный турнир — Парный турнир Турнир смешанных пар | Леандер Паес Мартина Навратилова 6-3, 6-3        | Энди Рам Анастасия Родионова         |

### Июль
| Неделя  | Турнир | Чемпионки (Счёт финала)                               | Финалистки                                       |
| ------- | --- | ----------------------------------------------------- | ------------------------------------------------ |
| 7 июля  | Международный теннисный турнир в Палермо Палермо, Италия 5-я категория $110,000 — Грунт — 32S/30Q/16D Турнир 2003                        | Динара Сафина 6-3, 6-4                                | Катарина Среботник                               |
| 7 июля  | Международный теннисный турнир в Палермо Палермо, Италия 5-я категория $110,000 — Грунт — 32S/30Q/16D Турнир 2003                        | Адриана Серра-Дзанетти Эмили Стеллато 6-4, 6-2        | Мария Хосе Мартинес Санчес Аранча Парра Сантонха |
| 14 июля | Кубок Федерации 2003. Четвертьфиналы Шарлеруа, Бельгия, Хард (зал) Вашингтон, США, Хард Порторож, Словения, Грунт Овьедо, Испания, Грунт | Победители Бельгия 5-0 США 5-0 Россия 5-0 Франция 4-1 | Проигравшие Сальвадор Италия Словения Испания    |
| 21 июля | Bank of the West Classic Станфорд, США 2-я категория $635,000 — Хард — 28S/32Q/16D Турнир 2003                                           | Ким Клейстерс 4-6, 6-4, 6-2                           | Дженнифер Каприати                               |
| 21 июля | Bank of the West Classic Станфорд, США 2-я категория $635,000 — Хард — 28S/32Q/16D Турнир 2003                                           | Кара Блэк Лиза Реймонд 7-6(5), 6-1                    | Франческа Скьявоне Чо Юн Джон                    |
| 28 июля | Acura Classic Сан-Диего, США 2-я категория $1,000,000 — Хард — 56S/16Q/16D Турнир 2003                                                   | Жюстин Энен-Арден 3-6, 6-2, 6-3                       | Ким Клейстерс                                    |
| 28 июля | Acura Classic Сан-Диего, США 2-я категория $1,000,000 — Хард — 56S/16Q/16D Турнир 2003                                                   | Ким Клейстерс Ай Сугияма 6-4, 7-5                     | Линдсей Дэвенпорт Лиза Реймонд                   |
| 28 июля | Idea Prokom Open Сопот, Польша 3-я категория $300,000 — Грунт — 30S/32Q/16D Турнир 2003                                                  | Анна Пистолези 6-2, 6-0                               | Клара Коукалова                                  |
| 28 июля | Idea Prokom Open Сопот, Польша 3-я категория $300,000 — Грунт — 30S/32Q/16D Турнир 2003                                                  | Татьяна Перебийнис Сильвия Талая 6-4, 6-2             | Марет Ани Либуша Прушова                         |

### Август
| Неделя     | Турнир | Чемпионки (Счёт финала)                              | Финалистки                             |
| ---------- | --- | ---------------------------------------------------- | -------------------------------------- |
| 4 августа  | JPMorgan Chase Open Лос-Анджелес, США 2-я категория $635,000 — Хард — 56S/16Q/16D Турнир 2003                                                         | Ким Клейстерс 6-1, 3-6, 6-1                          | Линдсей Дэвенпорт                      |
| 4 августа  | JPMorgan Chase Open Лос-Анджелес, США 2-я категория $635,000 — Хард — 56S/16Q/16D Турнир 2003                                                         | Мари Пьерс Ренне Стаббс 6-3, 6-3                     | Елена Бовина Элс Калленс               |
| 4 августа  | Nordea Nordic Light Open Эспоо, Финляндия 4-я категория $140,000 — Хард — 32S/26Q/16D Турнир 2003                                                     | Анна Пистолези 4-6, 6-4, 6-0                         | Елена Костанич                         |
| 4 августа  | Nordea Nordic Light Open Эспоо, Финляндия 4-я категория $140,000 — Хард — 32S/26Q/16D Турнир 2003                                                     | Евгения Куликовская Елена Татаркова 6-2, 6-4         | Татьяна Перебийнис Сильвия Талая       |
| 11 августа | Rogers Cup Торонто, Канада 1-я категория $1,325,000 — Хард — 56S/32Q/28D Одиночный турнир — Парный турнир                                             | Жюстин Энен-Арденн 6-1, 6-0                          | Лина Красноруцкая                      |
| 11 августа | Rogers Cup Торонто, Канада 1-я категория $1,325,000 — Хард — 56S/32Q/28D Одиночный турнир — Парный турнир                                             | Светлана Кузнецова Мартина Навратилова 3-6, 6-1, 6-1 | Мария Венто Кабчи Анжелик Виджайя      |
| 18 августа | Pilot Pen Tennis Нью-Хэйвен, США 2-я категория $625,000 — Хард — 28S/32Q/16D Турнир 2003                                                              | Дженнифер Каприати 6-2, 4-0 — отказ                  | Линдсей Дэвенпорт                      |
| 18 августа | Pilot Pen Tennis Нью-Хэйвен, США 2-я категория $625,000 — Хард — 28S/32Q/16D Турнир 2003                                                              | Вирхиния Руано Паскуаль Паола Суарес 7-6(6), 6-3     | Алисия Молик Маги Серна                |
| 25 августа | Открытый чемпионат США Нью-Йорк, США Турнир Большого шлема $6,682,980 — Хард — 128S/96Q/64D/32X Одиночный турнир — Парный турнир Турнир смешанных пар | Жюстин Энен-Арден 7-5, 6-1                           | Ким Клейстерс                          |
| 25 августа | Открытый чемпионат США Нью-Йорк, США Турнир Большого шлема $6,682,980 — Хард — 128S/96Q/64D/32X Одиночный турнир — Парный турнир Турнир смешанных пар | Вирхиния Руано Паскуаль Паола Суарес 6-2, 6-3        | Светлана Кузнецова Мартина Навратилова |
| 25 августа | Открытый чемпионат США Нью-Йорк, США Турнир Большого шлема $6,682,980 — Хард — 128S/96Q/64D/32X Одиночный турнир — Парный турнир Турнир смешанных пар | Боб Брайан Катарина Среботник 5-7, 7-5, 7-6(5)       | Даниэль Нестор Лина Красноруцкая       |

### Сентябрь
| Неделя      | Турнир | Чемпионки (Счёт финала)                              | Финалистки                       |
| ----------- | --- | ---------------------------------------------------- | -------------------------------- |
| 8 сентября  | Wismilak International Бали, Индонезия 3-я категория $225,000 — Хард — 30S/24Q/16D Турнир 2003                   | Елена Дементьева 6-2, 6-1                            | Чанда Рубин                      |
| 8 сентября  | Wismilak International Бали, Индонезия 3-я категория $225,000 — Хард — 30S/24Q/16D Турнир 2003                   | Мария Венто Кабчи Анжелик Виджайя 7-5, 6-2           | Эмили Луа Николь Пратт           |
| 15 сентября | Polo Open Шанхай, Китай 2-я категория $585,000 — Хард — 28S/32Q/16D Турнир 2003                                  | Елена Дементьева 6-3, 7-6(6)                         | Чанда Рубин                      |
| 15 сентября | Polo Open Шанхай, Китай 2-я категория $585,000 — Хард — 28S/32Q/16D Турнир 2003                                  | Эмили Луа Николь Пратт 6-3, 6-3                      | Ай Сугияма Тамарин Танасугарн    |
| 22 сентября | Кубок Лейпцига Лейпциг, Германия 2-я категория $585,000 — Хард (зал) — 28S/32Q/16D Турнир 2003                   | Анастасия Мыскина 3-6, 6-3, 6-3                      | Жюстин Энен-Арденн               |
| 22 сентября | Кубок Лейпцига Лейпциг, Германия 2-я категория $585,000 — Хард (зал) — 28S/32Q/16D Турнир 2003                   | Светлана Кузнецова Мартина Навратилова 3-6, 6-1, 6-3 | Елена Лиховцева Надежда Петрова  |
| 29 сентября | Кубок Кремля Москва, Россия 1-я категория $1,300,000 — Хард (зал) — 28S/32Q/16D Одиночный турнир — Парный турнир | Анастасия Мыскина 6-2, 6-4                           | Амели Моресмо                    |
| 29 сентября | Кубок Кремля Москва, Россия 1-я категория $1,300,000 — Хард (зал) — 28S/32Q/16D Одиночный турнир — Парный турнир | Надежда Петрова Меган Шонесси 6-3, 6-4               | Вера Звонарева Анастасия Мыскина |
| 29 сентября | Открытый чемпионат Японии Токио, Япония 3-я категория $170,000 — Хард — 30S/32Q/16D Турнир 2003                  | Мария Шарапова 2-6, 6-2, 7-6(5)                      | Анико Капрош                     |
| 29 сентября | Открытый чемпионат Японии Токио, Япония 3-я категория $170,000 — Хард — 30S/32Q/16D Турнир 2003                  | Мария Шарапова Тамарин Танасугарн 7-6(1) 6-0         | Энсли Каргилл Эшли Харклроуд     |

### Октябрь
| Неделя     | Турнир | Чемпионки (Счёт финала)                     | Финалистки                           |
| ---------- | --- | ------------------------------------------- | ------------------------------------ |
| 6 октября  | Porsche Tennis Grand Prix Фильдерштадт, Германия 2-я категория $650,000 — Хард (зал) — 28S/32Q/16D Турнир 2003                  | Ким Клейстерс 5-7, 6-4, 6-2                 | Жюстин Энен-Арденн                   |
| 6 октября  | Porsche Tennis Grand Prix Фильдерштадт, Германия 2-я категория $650,000 — Хард (зал) — 28S/32Q/16D Турнир 2003                  | Лиза Реймонд Ренне Стаббс 6-2, 6-4          | Кара Блэк Мартина Навратилова        |
| 6 октября  | Открытый чемпионат Ташкента Ташкент, Узбекистан 4-я категория $140,000 — Хард — 32S/32Q/16D Турнир 2003                         | Вирхиния Руано Паскуаль 6-2, 7-6(2)         | Саори Обата                          |
| 6 октября  | Открытый чемпионат Ташкента Ташкент, Узбекистан 4-я категория $140,000 — Хард — 32S/32Q/16D Турнир 2003                         | Юлия Бейгельзимер Татьяна Пучек 6-3, 7-6(0) | Ли Тин Сунь Тяньтянь                 |
| 13 октября | Открытый чемпионат Цюриха Цюрих, Швейцария 1-я категория $1,300,000 — Хард (зал) — 28S/32Q/16D Одиночный турнир — Парный турнир | Жюстин Энен-Арденн 6-0, 6-4                 | Елена Докич                          |
| 13 октября | Открытый чемпионат Цюриха Цюрих, Швейцария 1-я категория $1,300,000 — Хард (зал) — 28S/32Q/16D Одиночный турнир — Парный турнир | Ким Клейстерс Ай Сугияма 7-6(3), 6-2        | Вирхиния Руано Паскуаль Паола Суарес |
| 20 октября | Generali Ladies Linz Линц, Австрия 2-я категория $585,000 — Хард (зал) — 28S/32Q/16D Турнир 2003                                | Ай Сугияма 7-5, 6-4                         | Надежда Петрова                      |
| 20 октября | Generali Ladies Linz Линц, Австрия 2-я категория $585,000 — Хард (зал) — 28S/32Q/16D Турнир 2003                                | Ай Сугияма Лизель Хубер 6-1, 7-6(6)         | Марион Бартоли Сильвия Фарина-Элия   |
| 20 октября | SEAT Open Люксембург, Люксембург 3-я категория $225,000 — Хард (зал) — 30S/28Q/16D Турнир 2003                                  | Ким Клейстерс 6-2, 7-5                      | Чанда Рубин                          |
| 20 октября | SEAT Open Люксембург, Люксембург 3-я категория $225,000 — Хард (зал) — 30S/28Q/16D Турнир 2003                                  | Тамарин Танасугарн Мария Шарапова 6-1, 6-4  | Марлен Вайнгартнер Елена Татаркова   |
| 27 октября | Advanta Championships Филадельфия, США 2-я категория $585,000 — Хард (зал) — 28S/32Q/16D Турнир 2003                            | Амели Моресмо 5-7, 6-0, 6-2                 | Анастасия Мыскина                    |
| 27 октября | Advanta Championships Филадельфия, США 2-я категория $585,000 — Хард (зал) — 28S/32Q/16D Турнир 2003                            | Мартина Навратилова Лиза Реймонд 6-3, 6-4   | Кара Блэк Ренне Стаббс               |
| 27 октября | Bell Challenge Квебек, Канада 3-я категория $170,000 — Ковёр (зал) — 30S/32Q/16D Турнир 2003                                    | Мария Шарапова 6-2 — отказ                  | Милагрос Секера                      |
| 27 октября | Bell Challenge Квебек, Канада 3-я категория $170,000 — Ковёр (зал) — 30S/32Q/16D Турнир 2003                                    | Ли Тин Сунь Тяньтянь 6-3, 6-3               | Элс Калленс Мейлен Ту                |

### Ноябрь
| Неделя    | Турнир | Чемпионки (Счёт финала)                            | Финалистки                    |
| --------- | --- | -------------------------------------------------- | ----------------------------- |
| 3 ноября  | Итоговый чемпионат WTA Лос-Анджелес, США Итоговый чемпионат $3,000,000 — Хард — 8S(Группа)/4D Одиночный турнир — Парный турнир | Ким Клейстерс 6-2, 6-0                             | Амели Моресмо                 |
| 3 ноября  | Итоговый чемпионат WTA Лос-Анджелес, США Итоговый чемпионат $3,000,000 — Хард — 8S(Группа)/4D Одиночный турнир — Парный турнир | Вирхиния Руано Паскуаль Паола Суарес 6-4, 3-6, 6-3 | Ким Клейстерс Ай Сугияма      |
| 3 ноября  | Открытый чемпионат Паттайи Паттайя, Таиланд 5-я категория $110,000 — Хард — 32S/28Q/16D Турнир 2003                            | Генриета Надьова 6-4, 6-2                          | Любомира Курхайцова           |
| 3 ноября  | Открытый чемпионат Паттайи Паттайя, Таиланд 5-я категория $110,000 — Хард — 32S/28Q/16D Турнир 2003                            | Ли Тин Сунь Тяньтянь 6-4, 6-3                      | Анжелик Виджайя Винна Пракуся |
| 14 ноября | Кубок Федерации 2003. Финал Москва, Россия, Ковёр (зал)                                                                        | Франция 4-1                                        | США                           |

## Рейтинг WTA

### Одиночный рейтинг
| Рейтинг WTA 2003 года | Рейтинг WTA 2003 года | Рейтинг WTA 2003 года | Рейтинг WTA 2003 года | Рейтинг WTA 2003 года |
| #                     | Теннисистка           | Очки                  | 2002                  | +/-                   |
| --------------------- | --------------------- | --------------------- | --------------------- | --------------------- |
| 1                     | Жюстин Энен-Арденн    | 6628                  | 5                     | ▲ 4                   |
| 2                     | Ким Клейстерс         | 6553                  | 4                     | ▲ 2                   |
| 3                     | Серена Уильямс        | 3916                  | 1                     | ▼ 2                   |
| 4                     | Амели Моресмо         | 3194                  | 6                     | ▲ 2                   |
| 5                     | Линдсей Дэвенпорт     | 2990                  | 12                    | ▲ 7                   |
| 6                     | Дженнифер Каприати    | 2766                  | 3                     | ▼ 3                   |
| 7                     | Анастасия Мыскина     | 2581                  | 11                    | ▲ 4                   |
| 8                     | Елена Дементьева      | 2383                  | 19                    | ▲ 11                  |
| 9                     | Чанда Рубин           | 2328                  | 13                    | ▲ 4                   |
| 10                    | Ай Сугияма            | 2235                  | 24                    | ▲ 14                  |
| 11                    | Винус Уильямс         | 2211                  | 2                     | ▼ 9                   |
| 12                    | Надежда Петрова       | 1994                  | 112                   | ▲ 100                 |
| 13                    | Вера Звонарёва        | 1808                  | 45                    | ▲ 32                  |
| 14                    | Паола Суарес          | 1526                  | 27                    | ▲ 13                  |
| 15                    | Елена Докич           | 1405                  | 9                     | ▼ 6                   |
| 16                    | Анна Пистолези        | 1353                  | 16                    | ▬                     |
| 17                    | Меган Шонесси         | 1350                  | 30                    | ▲ 13                  |
| 18                    | Кончита Мартинес      | 1316                  | 34                    | ▲ 16                  |
| 19                    | Даниэла Гантухова     | 1271                  | 8                     | ▼ 11                  |
| 20                    | Франческа Скьявоне    | 1265                  | 41                    | ▲ 21                  |

### Парный рейтинг (Игроки)
| Рейтинг WTA 2003 года | Рейтинг WTA 2003 года   | Рейтинг WTA 2003 года | Рейтинг WTA 2003 года | Рейтинг WTA 2003 года |
| #                     | Теннисистка             | Очки                  | 2002                  | +/-                   |
| --------------------- | ----------------------- | --------------------- | --------------------- | --------------------- |
| 1                     | Паола Суарес            | 4281                  | 1                     | ▬                     |
| 2                     | Вирхиния Руано Паскуаль | 4281                  | 2                     | ▬                     |
| 3                     | Ай Сугияма              | 4166                  | 12                    | ▲ 9                   |
| 4                     | Ким Клейстерс           | 4137                  | 24                    | ▲ 20                  |
| 5                     | Лиза Реймонд            | 2868                  | 3                     | ▼ 2                   |
| 6                     | Мартина Навратилова     | 2728                  | 72                    | ▲ 66                  |
| 7                     | Светлана Кузнецова      | 2560                  | 45                    | ▲ 38                  |
| 8                     | Линдсей Дэвенпорт       | 2403                  | -                     |                       |
| 9                     | Кара Блэк               | 2092                  | 9                     | ▬                     |
| 10                    | Ренне Стаббс            | 1903                  | 4                     | ▼ 6                   |
| 11                    | Елена Лиховцева         | 1894                  | 10                    | ▼ 1                   |
| 12                    | Лизель Хубер            | 1872                  | 18                    | ▲ 6                   |
| 13                    | Надежда Петрова         | 1762                  | 21                    | ▲ 8                   |
| 14                    | Магдалена Малеева       | 1523                  | 54                    | ▲ 40                  |
| 15                    | Эмили Луа               | 1471                  | 68                    | ▲ 53                  |
| 16                    | Петра Мандула           | 1451                  | 40                    | ▲ 24                  |
| 17                    | Мария Венто Кабчи       | 1392                  | 60                    | ▲ 43                  |
| 18                    | Анжелик Виджайя         | 1391                  | 82                    | ▲ 64                  |
| 19                    | Жанетта Гусарова        | 1341                  | 5                     | ▼ 14                  |
| 20                    | Марион Бартоли          | 1326                  | 256                   | ▲ 236                 |